# Класификација звезда по луминозности
Класификација звезда по луминозност, МК или МКК класификација како се још назива (према ауторима Вилијаму Моргану, Филипу Кинану и Идити Келман) представља једну од савремених класификација звезда. Оригинално, звезде су на основу своје луминозности подељене у класе од I до V, али су у међувремену дефинисане поткласе означене малим словима абецеде. Данас постоје следеће класе:
| Класа | Назив                               |
| ----- | ----------------------------------- |
| Ia-0  | Екстремни суперџинови (хиперџинови) |
| Ia    | Светли суперџинови                  |
| Iab   | Нормални суперџинови                |
| Ib    | Подлуминозни суперџинови            |
| II    | Светли џинови                       |
| III   | Џинови                              |
| IV    | Субџинови                           |
| V     | Патуљци — звезде главног низа       |

Луминозност звезда се одређује анализом њихових спектара, односно линија у спектру које зависе од луминозности.